# Jure Franko
Jure Franko (Nova Gorica, Slovenija, 28. ožujka 1962.), slovenski skijaš,  bivši jugoslavenski reprezentativac u alpskom skijanju.
Najveći uspjeh ostvario je na Olimpijskim igrama 1984. godine u Sarajevu kada je u veleslalomu osvojio prvu medalju za Jugoslaviju na ZOI - srebro.
Franko se natjecao u Svjetskom kupu, gdje je osvojio tri postolja. Osim toga, 23 puta je bio među prvih deset skijaša, i 11 puta u top 15. Prestao je skijati nakon sezone 1984-85.

## Vanjske poveznice
- IOC Atletičari
- Ski DB